# Marchenoir
Marchenoir is een gemeente in het Franse departement Loir-et-Cher (regio Centre-Val de Loire) en telt 632 inwoners (1999). De plaats maakt deel uit van het arrondissement Blois.

## Geografie
De oppervlakte van Marchenoir bedraagt 9,4 km², de bevolkingsdichtheid is 67,2 inwoners per km².
De onderstaande kaart toont de ligging van Marchenoir met de belangrijkste infrastructuur en aangrenzende gemeenten.

## Demografie
Onderstaande figuur toont het verloop van het inwonertal (bron: INSEE-tellingen).